# Meschers-sur-Gironde
Meschers-sur-Gironde település Franciaországban, Charente-Maritime megyében. Lakosainak száma 3165 fő (2022. január 1.). Meschers-sur-Gironde Arces, Saint-Georges-de-Didonne, Semussac, Le Verdon-sur-Mer, Soulac-sur-Mer és Talais községekkel határos.

## Népesség
A település népességének változása:
| Lakosok száma | 1475 | 1649 | 1862 | 2619 | 3031 | 3087 | 3110 | 3123 | 3131 | 3165 |
|               | 1968 | 1982 | 1990 | 2006 | 2013 | 2015 | 2017 | 2019 | 2020 | 2022 |